# تاور سمیکنداکتور
تاور سمیکنداکتور (انگلیسی: Tower Semiconductor) شرکت الکترونیک اسرائیلی است، که در سال ۱۹۹۳ تأسیس شد.